# Лаган (Калмикия)
Вижте пояснителната страница за други значения на Лаган.
Лаган (на руски: Лагань; на калмикски: Лагань) е град в Русия, Република Калмикия, административен център на Лагански район.
Със 13 125 жители през 2018 година е на 2-ро място по население след столицата Елиста. По-голямата част от населението изповядва будизъм, има и голям будистки храм в центъра на града.
Местната икономика се гради на туризма и близостта на Каспийско море. Има прекрасни условия за ветроходен спорт и риболов.

## География
Градът е разположен на 9 км от брега на Каспийско море и на 310 км от Елиста.

## История
Основан е през 1870 година, получава статут на град през 1963 година. До 1991 година носи името Каспийски.